# Коломоєць Юрій Миронович
Юрій Миронович Коломоєць (нар. 22 лютого 1932, селище Красний Лиман, тепер місто Лиман Лиманського району Донецької області — ?) — український радянський партійний діяч, 1-й секретар Старобешівського райкому КПУ. Депутат Верховної Ради УРСР 10—11-го скликань.

## Біографія
З 1952 року — інженер-таксатор у Красноярському краї РРФСР. Служив у Радянській армії.
З 1956 року — агроном, керуючий відділку, секретар партійного комітету радгоспу імені Орджонікідзе міста Краматорська Донецької області.
Член КПРС з 1961 року.
Закінчив Харківський сільськогосподарський інститут імені Докучаєва.
У 1966—1970 роках — голова колгоспу «Донбас» Слов'янського району Донецької області.
У 1970—1972 роках — 2-й секретар Слов'янського районного комітету КПУ Донецької області.
У 1972 — після 1989 року — 1-й секретар Старобешівського районного комітету КПУ Донецької області.
Працював заступником начальника з будівництва Науково-дослідного інституту «Донбаскольормет».
Потім — на пенсії в селищі Старобешеве Донецької області.

## Нагороди
- ордени
- медалі